# Die Konferenz der Tiere (Film)
Die Konferenz der Tiere ist ein Zeichentrickfilm von Curt Linda aus dem Jahr 1969, der auf dem Buch Die Konferenz der Tiere von Erich Kästner basiert. Er kam am 13. Dezember in die deutschen Kinos und ist der erste deutsche abendfüllende Zeichentrickfilm in Farbe.

## Handlung
In der Eröffnungssequenz befreien Kinder eine Gruppe Tiere aus einem brennenden Zirkus und lassen sie in ihre Herkunftsländer zurückkehren. Von da an betrachten die Tiere die Kinder als ihre Freunde. Als der Löwe in der Zeitung liest, dass die 365. Friedenskonferenz der Menschen zu Ende gegangen ist, ohne dass Lösungen für die von den Menschen selbst verursachten Probleme wie Kriege, Hungersnöte und Umweltzerstörung gefunden worden waren, berät er sich mit den anderen Tieren, und gemeinsam beschließen sie, eine Konferenz der Tiere einzuberufen, um die Menschen um ihrer Kinder willen endlich zu einem weltweiten Friedensschluss zu bewegen. Alle Tiere der Erde werden benachrichtigt und senden Delegierte zu der Konferenz. Fünf Menschenkinder, von jedem Kontinent eins, werden als Ehrengäste mitgebracht.
Zur selben Zeit beginnt die 366. Friedenskonferenz der Menschen. Dabei beginnen die Uneinigkeiten bereits bei der Frage nach der Form des Konferenztisches. Die Tiere, die die Konferenz unter das Motto „Es geht um die Kinder“ gestellt haben, fordern von den Menschen, dafür zu sorgen, dass es nie wieder Krieg und Not gibt. Sie erklären, dass die Bürokratie der Konsensfindung im Weg stehe und dass sie den Menschen den Weg frei machen werden. Dazu schicken sie Horden von Mäusen und Ratten ins Konferenzgebäude der Menschen, um deren Akten zu vernichten. Die Menschen aber lassen Kopien und Abschriften herbeischaffen und setzen die Konferenz unbeeindruckt fort. Daraufhin fordern die Tiere, das Haupthindernis für den Frieden abzuschaffen, nämlich die Staatsgrenzen. Dies ist für die Menschen ein inakzeptabler Eingriff, und sie erklären den Tieren den Krieg.
Maschinen mit Greifarmen sammeln Menschen in aller Welt ein, um sie für das Militär vorzubereiten. Sie werden von einer weiteren Maschine alle in ein normiertes Format gestaucht, dann uniformiert und bewaffnet. Aus ihren Köpfen werden Friedensbilder extrahiert und stattdessen Kriegsbilder eingesetzt. Im Schnelldurchgang werden sie trainiert und gedrillt und marschieren dann gegen die Tiere auf.
Die Tiere beraten, was zu tun ist. Das Skelett eines Dinosauriers, das auch an der Konferenz teilnimmt, ist für einen Gegenangriff, denn zu seiner Zeit habe man schnell gehandelt, anstatt viel zu reden. Die anderen Tiere verurteilen seine Meinung als altmodisch und verweisen darauf, dass die Dinosaurier wohl deshalb ausgestorben seien. Als aber General Zornmüller, der Wortführer der Menschenkonferenz, den Tieren ein Ultimatum überbringt, in dem er die Auflösung der Tierversammlung fordert und andernfalls mit gewaltsamer Räumung droht, gehen die Tiere darauf nicht ein. Sie kommen stattdessen zu dem Schluss, dass im Grunde die Probleme der Menschheit vom Militär ausgehen und schicken deshalb Schwärme von Motten los, um alle Uniformen zu vernichten, sodass alle Truppen und auch viele der Konferenzteilnehmer nackt dastehen. Daraufhin bricht im Militär das Chaos aus, weil niemand mehr den Dienstgrad des anderen erkennen kann. Die Menschen beschaffen sich jedoch schnell neue Uniformen und erklären, dass Kanonen und Gewehre von keinem Tier zerfressen werden können. Sie ziehen erneut ihre Truppen auf.
Die Tiere sind kurz vor dem Aufgeben, kommen aber dann auf die rettende Idee: Sie sammeln in allen Ländern die Kinder ein und verstecken sie. Dabei berufen sie sich auf ihr Recht, untauglichen Eltern das Sorgerecht zu entziehen, bis diese sich der Verantwortung für ihre Kinder gewachsen zeigen, und wiederholen ihre Forderungen. Die Menschen ziehen nun unter der Führung von General Zornmüller in den Krieg gegen die Tiere. In einer Rede erklärt der General, dass dies dem Frieden diene, da dieser nur mit der Hilfe von Soldaten aufrechtzuerhalten sei, und da die Kinder die Soldaten von morgen seien, sei der Angriff zur Rückeroberung der Kinder ein notwendiges Mittel der Friedenssicherung. Darüber herrscht unter den Staatsoberhäuptern zum ersten Mal Einigkeit.
Obwohl die Menschen den Tieren technisch überlegen sind, setzen sich die Tiere durch Zusammenhalt und List durch und siegen. Zur selben Zeit regt sich ein Volksaufstand aus Eltern, die ihre Kinder zurückfordern. Die Staatsoberhäupter erklären sich nun mit Verhandlungen einverstanden und laden eine Abordnung der Tiere zu sich ein. Auf die Frage des Generals, wo die Kinder seien, bekommt er nur zur Antwort, es gehe ihnen gut. Man sieht daraufhin die Kinder, die von Tieren versorgt werden und sich beim Einschlafen wünschen, der Streit möge lange dauern, so gut gefällt es ihnen bei den Tieren. Die Staatschefs der Menschen unterzeichnen jedoch nach einigem Zögern schließlich einen Vertrag, der alle Staatsgrenzen aufhebt, das Militär abschafft, alle Waffen verbietet und festlegt, dass alle Wissenschaft ausschließlich im Dienste des Friedens zu stehen habe und die Erziehung der Kinder zu wahren Menschen die höchste Aufgabe sein solle.

## Verhältnis zur Buchvorlage
Bereits Erich Kästner hatte das Buch Die Konferenz der Tiere, das von Anfang an als Bilderbuch vermarktet wurde und heute als Kinderbuch-Klassiker gilt, mit dem Titelzusatz „Ein Buch für Kinder und Kenner“ versehen und so deutlich gemacht, dass es sich auch an Erwachsene richtet. Curt Linda schlug mit seiner Filmadaption denselben Weg ein und hielt sich an den durchaus auf Kinder zugeschnittenen Humor aus Kästners Buch, übernahm aber auch dessen politische Aussage. Auch im Buch finden sich viele satirische Seitenhiebe auf das Militär. Linda griff Kästners antimilitaristische Tendenzen auf und verstärkte sie. So betonen zum Beispiel zusätzliche Szenen die Scheinheiligkeit General Zornmüllers, indem sie ihn zu Hause zeigen, wo er ein Bett mit Kanonen und ein Telefon in Form eines Panzers besitzt, aber eine Friedenstaube als Kuckucksuhr. Nach der Mottenplage befiehlt Zornmüller schreiend den „totalen Totalangriff“, was als Anspielung auf die Sportpalastrede verstanden werden kann. Solche Andeutungen, die ausschließlich auf ein erwachsenes Publikum abzielen, gibt es in Kästners Buch nicht. Der gesamte Handlungsstrang der Kriegsszenen wurde eigens für den Film hinzugefügt. Im Buch ziehen die Menschen nicht gegen die Tiere in den Krieg, sondern lassen sich nach den drei Angriffen der Tiere (Aktenvernichtung, Mottenplage, Entführung der Kinder) zum Abschluss des Friedensvertrages bewegen.
Im Film, der zwanzig Jahre nach dem Buch entstand, ist die Konferenz der Menschen nicht wie im Buch die 87., sondern schon die 366. Friedenskonferenz.
Ein weiterer Unterschied ist, dass die Tiere im Film deutlich weniger vermenschlicht werden. In der Buchvorlage schlafen die Tiere in Betten, telefonieren und erscheinen in Anzügen zur Konferenz. Im Film verhalten sie sich – mit der Ausnahme, dass sie sprechen und lesen können – weitgehend wie Tiere. Sie tragen auch keine Namen, wodurch im Film das Geschlecht der Tiere offengelassen wird. In der Buchvorlage sind alle individuell vorgestellten Delegierten sowohl der Menschen als auch der Tiere ausdrücklich männlich. Weibliche Tiere kommen nur am Anfang als Ehefrauen der Delegierten vor. Im Film werden die Tier-Delegierten zum Teil von Schauspielerinnen gesprochen.
Wie bei allen Verfilmungen seiner Bücher zu seinen Lebzeiten stand Erich Kästner auch während der Arbeit an diesem Film mit dem Regisseur in Kontakt. Obwohl Kästner in der Regel großen Wert auf die buchgetreue Umsetzung seiner Werke legte, gab er in diesem Fall sein Einverständnis zu den Änderungen.
Von den Dialogen ist ein erheblicher Teil fast wörtlich aus dem Buch übernommen. Einige Szenen des Films sind außerdem stark an die Buch-Illustrationen von Walter Trier angelehnt. Ein Beispiel ist die Darstellung der Wale, die mit geöffnetem Maul wie Schiffe in einem Hafen liegen, um die Tier-Delegationen einsteigen zu lassen und zum Ort der Konferenz zu transportieren. Dieses Bild findet sich im Buch wie im Film in sehr ähnlicher Form. Da es für viele Ausgaben des Buches als Titelbild verwendet wurde, besitzt es einen hohen Wiedererkennungswert.

## Kritik
Das Lexikon des internationalen Films urteilte, dass der Film „phantasievoll animiert und musikalisch gut arrangiert“ sei. Allerdings habe er „einige Längen“. Der Evangelische Film-Beobachter zog folgendes Fazit: „Geschmack- und phantasievoll gestalteter deutscher Zeichentrickfilm, der sich stilistisch von Disney deutlich entfernt, aber leider auch eine Reihe von Längen aufweist und insbesondere im zweiten Teil an Spannung und Originalität verliert. Trotz teilweise vordergründiger Gags werden der tiefere Sinn der Fabel und ihre politischen Anspielungen Kindern unverständlich bleiben. Empfehlenswert ab 12.“
Für den Sänger Marco Wanda gehört der Film zu den Werken, die sein Leben entscheidend geprägt haben: „Rückblickend glaube ich, dass mich die Musik in dem Film Die Konferenz der Tiere zum Musiker gemacht hat. … Mehr noch als zum Musiker hat der Film mich aber zum Schreiber gemacht. Zu jemandem, der Welten baut. Ich begreife mich mehr als Schriftsteller und weniger als Musiker …“

## Hintergrund
Erich Kästner hatte das Buch schon 1949 – kurz nach seinem Erscheinen – Walt Disney zur Verfilmung angeboten. Dieser soll es jedoch mit den Worten „No politics!“ („Keine Politik!“) abgelehnt haben.

## Synchronisation
| Rolle              | Synchronsprecher       |
| ------------------ | ---------------------- |
| Löwe               | Georg Thomalla         |
| Giraffe            | Ursula Traun           |
| Schwein            | Horst Sachtleben       |
| Elefant            | Ernst Fritz Fürbringer |
| Kamel              | Paul Bürks             |
| Marabu             | Anita Bucher           |
| Eule               | Rosemarie Fendel       |
| Maus               | Bruni Löbel            |
| Eisbär             | Anton Reimer           |
| Känguru            | Erich Kleiber          |
| Papagei            | Maria Landrock         |
| Esel               | Thomas Reiner          |
| Maulwurf           | Kurt Zips              |
| General Zornmüller | Charles Regnier        |
| Erzähler           | Klaus Havenstein       |